# Casa Joan Ors
La Casa Joan Ors és una obra modernista de Barcelona inclosa a l'Inventari del Patrimoni Arquitectònic de Catalunya.

## Descripció
La Casa Joan Ors s'emplaça al districte de Ciutat Vella, ocupant la cantonada d'una estreta illa de cases de planta rectangular, característica de la xarxa urbana del barri de la Barceloneta. Aquesta illa es troba emmarcada pels carrers Sevilla, Almirall Cervera, Comte de Santa Clara i Sant Carles.
Es tracta d'un edifici d'estreta planta rectangular amb façana als carrers Comte de Santa Clara i Sant Carles. Volumètricament consta de planta baixa i planta pis amb coberta plana transitable. Malgrat la modificació del coronament de l'edifici en època modernista, és fàcilment apreciable la tipologia original de planta baixa i pis de les construccions de la Barceloneta.
La planta baixa presenta dos obertures rectangulars, una a cada façana, que permet l'accés a un local comercial que ocupa gairebé tota la seva superfície. A la banda sud de la façana afrontada al carrer Comte de Santa Clara està situat el portal d'accés, amb emmarcament de pedra, que permet accedir a les escales interiors que pugen al pis superior. El parament d'aquesta planta inferior està recobert per un tradicional estucat de color groc.
La planta superior, on hi ha un habitatge unifamiliar, va ser reformada a principis del segle xx. El parament estucat en blanc recrea un fals carreuat. La façana llarga presenta una composició axial, amb balcó central i finestres als laterals. El balcó presenta una sinuosa barana de ferro forjat. La façana curta presenta una única obertura, amb un balcó idèntic al de la façana llarga.
L'edifici es corona mitjançant una motllura curvilínia que s'aixeca a la part central de cada una de les façanes en forma de capcer coronat per tres flors. Sota els capcers hi ha una mena de rosassa molt ornamentada amb motius florals.